# Sant Quirze del Vallès
Sant Quirze del Vallès és un municipi de Catalunya, situat a la comarca del Vallès Occidental. Limita amb els municipis de Sabadell, Rubí, Terrassa, Sant Cugat del Vallès i Cerdanyola del Vallès.

## Geografia
- Llista de topònims de Sant Quirze del Vallès (Orografia: muntanyes, serres, collades, indrets..; hidrografia: rius, fonts...; edificis: cases, masies, esglésies, etc).

## Història
Sant Quirze es va constituir com a municipi el 1848, per segregació de Sant Pere de Terrassa, i prèviament de Terrassa. Comprèn l'antiga parròquia de Sant Quirze, esmentada sense cap apel·latiu el 1013. Al segle xiii apareix com a Sant Quirze de Terrassa, i al segle xv alterna amb el nom de Sant Quirze de Galliners, en referència a la serra de Galliners. El 1857 es va castellanitzar oficialment el nom com a San Quirico de Tarrasa, modificat el 1935 a Sant Quirze de la Serra i reinstaurat el nom castellà després de la guerra. El 1976 va canviar a Sant Quirze del Vallès, amb alguna polèmica, i no oficialitzat fins al 1983.
Segons les importants restes arqueològiques trobades dins el terme municipal, Sant Quirze del Vallès té una ocupació poblacional de 6.000 anys d'antiguitat, xifra que ens transporta a l'època del Neolític. Probablement, aquestes primeres societats es van assentar en aquest territori per aprofitar-ne els recursos naturals i el relleu suau de la zona que permetien l'agricultura i la ramaderia.
L'origen de Sant Quirze com a poble es remunta, però, a l'edat mitjana, primerament amb una població disseminada en masos i viles, i posteriorment amb la construcció de les primeres cases al voltant de la Parròquia de Sant Quirze, tot i que aleshores la parròquia i el territori que l'envoltava depenien del terme del castell de Terrassa.
El municipi té una tradició eminentment agrícola. Els conreus de la vinya i els masos dispersos per tot el terme van dibuixar l'escenari de Sant Quirze fins no fa gaires anys. Al principi del segle xx, molta gent de Sant Quirze compaginava la feina a les fàbriques de les ciutats veïnes amb el conreu de la terra. La proximitat de la ciutat de Sabadell, l'establiment de l'estació del ferrocarril i la progressiva instal·lació d'indústries al voltant del municipi van provocar un canvi en aquest tarannà agrícola, i Sant Quirze progressivament s'anà transformant en un municipi de serveis i, sobretot, residencial. Sant Quirze té moltes entitats i serveis com la biblioteca municipal, el poliesportiu, el Casal d'Avis, Dones per Sant Quirze, el Canya Jove, el Club Excursionista de Sant Quirze del Vallès (CESQV), el Grup d'Investigació Històrica de Sant Quirze del Vallès (GIHSQV), la Societat Coral Il·lustració Artística, la coral infantil l'Estel de Paper.
Des de l'any 1992 cada segon cap de setmana després de Setmana Santa se celebra l'Aplec del Mussol.

### Símbols
- L'escut del municipi es defineix pel següent blasó:

«Escut en forma de rombe amb angles rectes: d'or, una serra de sabre entre 2 branques de llorer de sinople amb els extrems passats en forma d'aspa. Per timbre una corona mural de poble.»
Va ser aprovat pel ple municipal el 26 d'abril de 1990 i publicat en el DOGC núm. 1311, de 29 de juny de 1990. Es troba inscrit en el Registre dels Ens Locals de Catalunya, secció de símbols locals, subsecció d'escuts, en virtut de la resolució del Director general d'Administració Local del Departament de Governació, de 3 de març de 1992.

## Serveis
Sant Quirze té molts centres d'ensenyament:
l'Escola Onze de Setembre, l'Escola Turonet, l'Escola Purificació Salas, l'Escola Pilarín Bayés, l'Escola Taula Rodona, l'Escola Lola Anglada, l'Institut Sant Quirze, l'Institut Salas i Xandri, l'Escola Bressol Municipal el Patufet, l'Escola Municipal de Música i l'Escola Municipal d'Adults.
També té una biblioteca de titularitat municipal i en conveni amb la Diputació de Barcelona.
Avui dia, encara és possible trobar al terme de Sant Quirze del Vallès masos que han sobreviscut al pas del temps, com ara Can Feliu, Can Barra o Can Vinyals.

## Demografia
| Entitat de població      | Habitants (2024) |
| Sant Quirze del Vallès   | 4.719            |
| Can Casablanques         | 3.516            |
| Vall Suau i Can Feliu    | 2.515            |
| Mas Duran                | 2.370            |
| les Fonts                | 2.358            |
| Can Pallars i Llobateres | 1.241            |
| Vallès Parc              | 1.158            |
| Sant Quirze Jardí        | 879              |
| la Colònia Castelltort   | 453              |
| el Poble-sec             | 374              |
| el Castellet             | 305              |
| los Rosales              | 222              |
| Font: Idescat            |                  |

| 1497 f | 1515 f | 1553 f | 1717 | 1787 | 1857 | 1877 | 1887 | 1900 | 1910 |
| ------ | ------ | ------ | ---- | ---- | ---- | ---- | ---- | ---- | ---- |
| 18     | 15     | 17     | -    | -    | 794  | 748  | 711  | 752  | 782  |

| 1920  | 1930  | 1940  | 1950  | 1960  | 1970  | 1981  | 1990  | 1992  | 1994  |
| ----- | ----- | ----- | ----- | ----- | ----- | ----- | ----- | ----- | ----- |
| 1.027 | 1.149 | 1.199 | 1.493 | 2.919 | 4.053 | 5.107 | 8.512 | 9.238 | 9.238 |

| 1996   | 1998   | 2000   | 2002   | 2004   | 2006   | 2008   | 2010   | 2012   | 2014   |
| ------ | ------ | ------ | ------ | ------ | ------ | ------ | ------ | ------ | ------ |
| 10.342 | 11.287 | 12.706 | 13.916 | 15.729 | 17.138 | 18.225 | 18.702 | 18.994 | 19.549 |

| 2016   | 2018   | 2020   | 2022   | 2024   | 2026 | 2028 | 2030 | 2032 | 2034 |
| ------ | ------ | ------ | ------ | ------ | ---- | ---- | ---- | ---- | ---- |
| 19.664 | 19.939 | 20.195 | 20.180 | 20.161 | -    | -    | -    | -    | -    |